# Abrigos de Muriecho
Los abrigos de Muriecho son oquedades en el barranco de Fornocal del río Vero en los términos municipales de Colungo y Bárcabo de la provincia de Huesca. Contienen pinturas rupestres del estilo esquemático en dos de los abrigos y del estilo levantino en el tercero.

## Descripción
El conjunto de los abrigos de Muriecho se compone de  tres abrigos. Dos, denominados Muriecho E1 y Muriecho E2, contienen figuras y símbolos esquemáticos entre digitaciones, signos y antropomorfos; en su mayoría muy deteriorados por los desconchones y las escorrentías del agua de lluvia.
El tercer covacho, denominado Muriecho L, es el más interesante y contiene dos paneles con figuras de estilo levantino bastante bien conservados. Uno de los paneles muestra una posible escena de la captura de un ciervo por una treintena de figurantes, perfectamente escenificados.
Los abrigos están protegidos con verjas y hay visitas guiadas organizadas por el Centro de Arte Rupestre del río Vero en Colungo.